# Волга (комбинат)
 АО «Во́лга» (бумкомбинат «Волга») — бумажный комбинат, расположен в городе Балахна (Нижегородская область) на берегу Волги.

## История
Строительство Балахнинского целлюлозно-бумажного комбината началось в 1925 году. Решающими факторами при выборе места для строительства стали близость к основным потребителям бумаги, наличие крупного источника электрической и тепловой энергии (Нижегородской ГРЭС), близость сырьевых ресурсов (ель), водные и железнодорожные пути сообщения.
С октября 1928 года был налажен выпуск газетной бумаги, достигший к концу 1950-х годов объёмов продукции в 250 тыс. тонн. В 1960-х годах ведётся расширение и реконструкция предприятия. В 1977 году ЦБК удостаивается Государственного Знака Качества.
Василий Захарьевич Лапухин в 1958 году получил диплом о высшем образовании, окончив Ленинградский технологический институт, после чего был направлен на работу на должность инженера-технолога на Балахнинский целлюлозно-бумажный комбинат. Он начал трудовую деятельность помощником мастера, затем стал мастером, потом заместителем начальника цеха, начальником древесномассного завода, главным технологом комбината, заместителем главного инженера по производству и экспорту, а в 1973 году был назначен директором Балахнинского целлюлозно-бумажного комбината. Во время его руководства было реализовано множество рационализаторских предложений. Использовал в производстве достижения отечественной и зарубежной науки и техники, внедрил на комбинате «щекинский метод». На предприятии был освоен бисульфитный способ варки целлюлозы, а также две системы АСУТП (автоматизированная система управления технологическими процессами). За выдающиеся трудовые успехи, достигнутые в выполнении четырёх лет одиннадцатой пятилетки и социалистических обязательств, снижение массоёмкости газетной бумаги и экономию энергоресурсов, Указом Президиума Верховного Совета СССР от 4 мая 1985 года директору Балахнинского ЦБК Василию Захарьевичу Лапухину было присвоено звание Героя Социалистического Труда с вручением ордена Ленина и золотой медали «Серп и Молот».
В результате решения, принятого 4 января 1991 года, Балахнинский ЦБК имени Ф. Э. Дзержинского преобразовывается в открытое акционерное общество «Волга». 13 апреля 1994 года предприятие проходит государственную регистрацию, а 12 мая 1995 оно регистрируется в качестве предприятия с иностранными инвестициями.
После начала приватизации в результате инвестиционного конкурса на модернизацию Балахнинского бумажного комбината победу одержал консорциум, состоящий из подразделения Мирового банка (IFC) и компании Herlitz AG (Германия), производящей и продающей бумагу. Инвесторы взяли на себя обязательства вложить не менее 75 млн долларов в модернизацию комбината. Комбинат является вторым в России по объёмам производства, на предприятии внедрены экологически чистые технологии.
По мнению журналиста Олега Лурье, Гретчен Уилсон с помощью Немцова «приватизировала крупнейший Балахнинский бумажный комбинат всего за семь миллионов долларов (реальная цена уникального комбината превышает эту цену в десятки раз; по словам начальник инспекции Счетной палаты Валерия Мешалкина, возглавлявшего проверку завода, контролёров Счетной палаты на завод не были допущены, реальная стоимость комбината составляет минимум 150 миллионов долларов). Из комбината высосали всё, что возможно, а впоследствии развалили его, создав рабочим невыносимые условия». Балахнинский комбинат был куплен за 7 млн долларов американским банком CS First Boston (чьё московское отделение возглавлял Борис Йордан). Андрей Климентьев, ранее бывший советником Немцова, говорил, что годовой оборот комбината составлял 250 миллионов долларов, а банк CS First Boston позднее организовывал поездки Немцова в швейцарский Давос. В своей книге «Исповедь бунтаря» Немцов называл Гретчен Уилсон «очень толковой женщиной», которая «очень много сделала для Нижегородской области».
В 1997 году введен в эксплуатацию древесно-подготовительный цех (лесная биржа) с оборудованием фирмы FMW. Одновременно со строительством ДПЦ проведена модернизация цеха ХТММ с переводом на производство термомеханической массы (ТММ). В том же году на предприятии было остановлено целлюлозное производство (целлюлозный цех и связанные с ним кислотный и выпарной цеха) как основной объект экологической опасности.
С 2002 года комбинат приступил к сертификации своих поставщиков леса на соответствие международным стандартам FSC (Forest Stewardship Council).
В 2006 году завершена реконструкция древесномассного цеха, которая позволила увеличить производство белой древесной массы и улучшить её качество.
В 2007 году введена в строй комплексная линия по утилизации коры, древесных отходов и осадков очистных сооружений.
В 2015 году Минпромторг России включил АО «Волга» в Перечень организаций, оказывающих существенное влияние на отрасли промышленности и торговли.
В 2017 году АО «Волга» освоило производство газетной бумаги пониженной массы — 40 г/м2.
25 августа 2018 года АО «Волга» отметило 90-летие со дня выпуска первой готовой продукции.
В 2022 году Фонд развития промышленности (ФРП) РФ подписал с комбинатом АО «Волга» договор о предоставлении льготного займа в размере 1,5 млрд руб. Средства планируется направить на развитие производства упаковочных бумаг с увеличением производственной мощности по переработке сырья и повышением энергоэффективности производства.

## Собственники и руководство
Владельцем комбината является предприниматель Шалва Бреус.
Генеральный директор - Сергей Пондарь.

## Деятельность

### Продукция
Компания выпускает бумагу из 100% термомеханической массы, тарные виды бумаг

### Показатели деятельности
Выручка компании за 2023 год: 13, 6 млрд руб. (по данным РСБУ). 
Чистая прибыль в 2023 году составила 1,8 млрд руб. (по данным РСБУ)
В 2023 году показатель EBITDA по МСФО составил 3,5 млрд руб. 
В 2022 году рейтинговое агентство «Эксперт РА» подтвердило рейтинг кредитоспособности  АО «Волга» на уровне ruА-. 
Доля АО «Волга» в 2020 году в российском производстве бумаги превысила 20%.
По данным журнала «Эксперт», предприятие входит в рейтинг «Топ-200 крупнейших российских компаний-экспортеров».
По данным журнала «Лесная индустрия» АО «Волга» входит в десятку лидеров финансового рейтинга «Топ-50 крупнейших лесопромышленных компаний России».
По данным журнала «Лесная индустрия» АО «Волга» входит в «Рейтинг информационной прозрачности лесопромышленных компаний»